# Roháč (279 m)
Roháč je pahorek ležící jihovýchodně od obce Blatnice pod Svatým Antonínkem v Hlucké pahorkatině. 
Na západním úbočí kopce se nachází viniční trať Roháče.